# Media Gateway Controller
Ein Media Gateway Controller (MGC) ist ein System, das in bestimmten IP-Telefonie-Netzen verwendet wird. Ein MGC steuert eine Reihe von Media Gateways oder Media Servern. Der MGC empfängt Signalisierungsinformationen (wie z. B. Wählziffern) aus dem Media Gateway und wird als intelligente Instanz in der IP-Telefonie zur Anrufsteuerung eingesetzt.
Es gibt verschiedene Protokolle, die zwischen einem MGC und einem Media Gateway verwendet werden, z. B. das Media Gateway Control Protocol (MGCP) und Megaco.
Der Media Gateway Controller (MGC) funktioniert oft auch als Call Agent und ist damit die Kernkomponente eines Softswitches. In ihr wird die Signalisierung des Session Initiation Protocols (SIP) der IP-Welt in eine D-Kanal-Signalisierung für ISDN umgesetzt.

## Die Steuerprotokolle
- Das Media Gateway Control Protocol (MGCP) ist ein Standardprotokoll für die Handhabung der Signalisierungs- und Sitzungsverwaltung während einer Multimedia-Konferenz. Das Protokoll definiert ein Mittel zur Kommunikation zwischen einem Media Gateway, das die erforderliche Datenumwandlung in ein Format für ein leitungsvermittelndes Netz (wie bei einem paketvermittelnden Netz) und dem Media Gateway Controller durchführt.
- Das Session Initiation Protocol (SIP) ist ein Netzprotokoll zum Aufbau, zur Steuerung und zum Abbau einer Kommunikationssitzung zwischen zwei und mehr Teilnehmern. Das Protokoll wird u. a. im RFC 3261 spezifiziert.[2] In der IP-Telefonie ist das SIP ein häufig angewandtes Protokoll.
- Das H.323 Protocol ist ein Protokoll der H.32X-Serie, das auch die Kommunikation über öffentliche Telefonnetze und ISDN enthält. Dieses wird jedoch zunehmend weniger eingesetzt.[3]

## Weitere Funktionen
Dient das Media Gateway zur Umsetzung von Sprache vom TDM-Netz auf ein IP-Netz, wird zusätzlich die Funktionalität eines Signalling Gateway benötigt, da dem Verbindungsaufbau im traditionellen TDM-Netz stets das Senden von Signalisierungsdaten vorausgeht und diese nur von der Funktionalität des Signalling Gateway interpretiert werden können.